# Drechtsteden

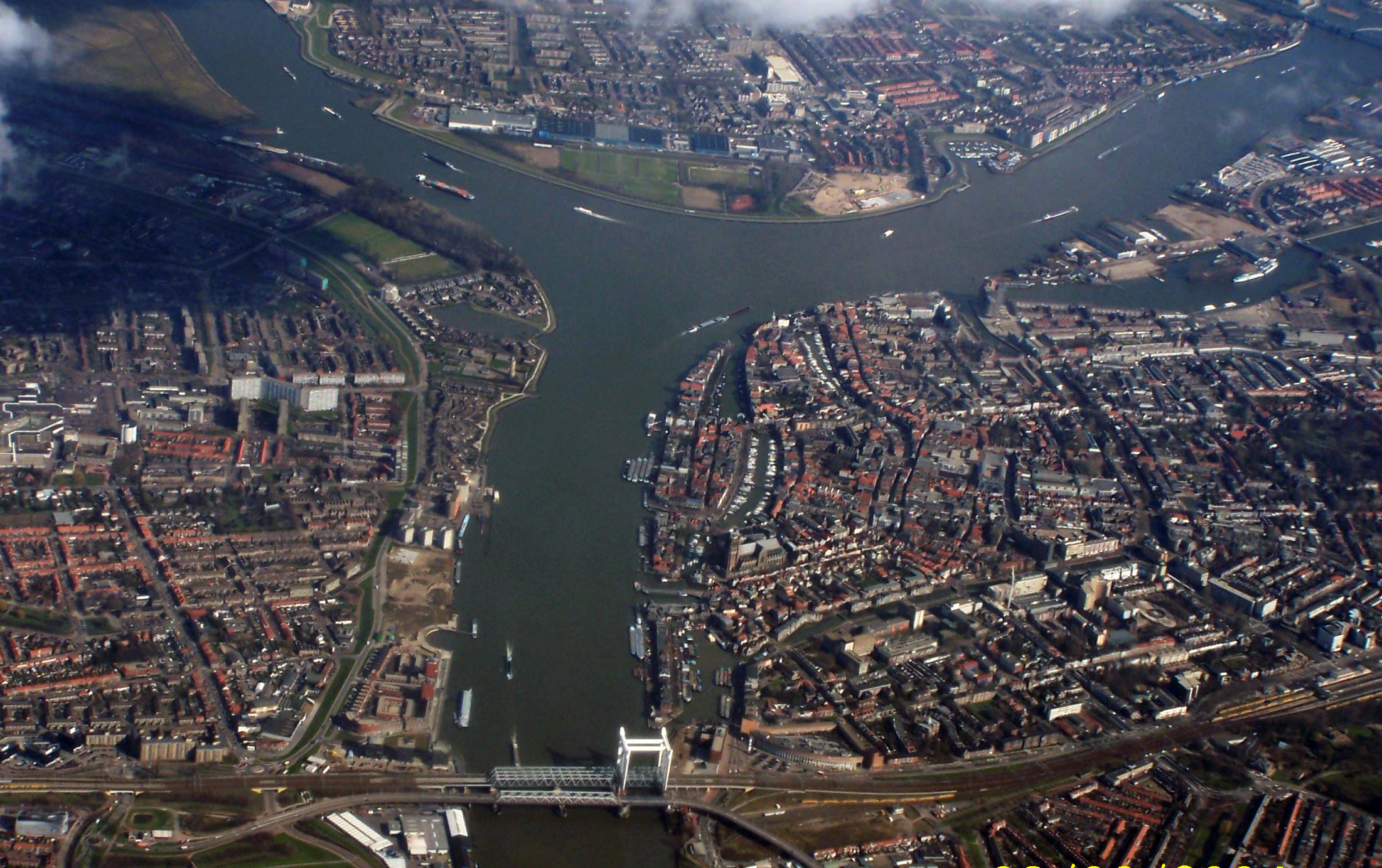
Dordrecht (r), Papendrecht (b) en Zwijndrecht (l) vanuit de lucht bekeken.

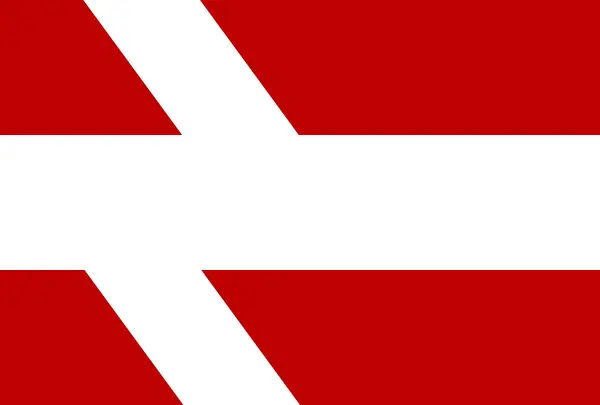
Vlag van Drechtsteden

Drechtsteden verwijst naar een streek in de Nederlandse provincie Zuid-Holland, waarvan de plaatsnamen veelal op -drecht eindigen. Het gaat om de plaatsen Alblasserdam, Dordrecht, Hardinxveld-Giessendam, Hendrik-Ido-Ambacht, Papendrecht, Sliedrecht, en Zwijndrecht, gelegen aan de drie rivieren Beneden-Merwede, de Noord en de Oude Maas. Het gebied betreft het zuidelijke gedeelte van de Randstad.
De Drechtsteden hebben samen bijna 270.000 inwoners en beslaan een oppervlakte van 169 km², waarvan 1.450 hectare (14,5 km²) aan bedrijventerreinen. 
De bevolkingsdichtheid van het gebied is 1598 inwoners per km².
Water is in de Drechtsteden de verbindende factor: de drie rivieren Beneden-Merwede, de Noord en de Oude Maas komen samen in het hart van de regio bij het drierivierenpunt. 
De regio is toonaangevend in de maritieme sector, de Drechtsteden zijn dan ook ‘Samen stad aan het water’ en ‘Maritieme Topregio’. Zo zijn grote maritieme bedrijven als Boskalis en de IHC in de regio gevestigd. 

## Het '-drecht' achtervoegsel elders
Binnen Dordrecht ligt de buurt Wieldrecht, vroeger een zelfstandig dorp. Ook buiten de Drechtsteden, in zowel Nederland als België, komt de uitgang -drecht voor, zoals Moordrecht, Berendrecht, Ossendrecht, en Zwijndrecht (BE).
Door de Zuid-Hollandse plaats Leimuiden loopt een rivier genaamd Drecht (rivier).